# Upplands runinskrifter 822
Upplands runinskrifter 822 är en vikingatida ristad sten av ljusgrå granit i Rävsta, Kulla socken och Enköpings kommun. Ristningen är rent ornamental och föreställer ett stående djur omslingrat av ormar. Det är en parsten till U 823. Stenen är 1,6 meter hög och 1,5 meter bred. Ristningen är tydligt huggen, men är inte helt slutförd.